# Сражение при Дюббёле (1848)
Сражение при Дюббёле (датск. Slaget ved Dybbøl) произошло 5 июня 1848 года во время Датско-немецкой войны. Датская армия под командованием Фридриха Адольфа Шлеппегрелля нанесла поражение немецкому союзному войску во главе с Фридрихом фон Врангелем.

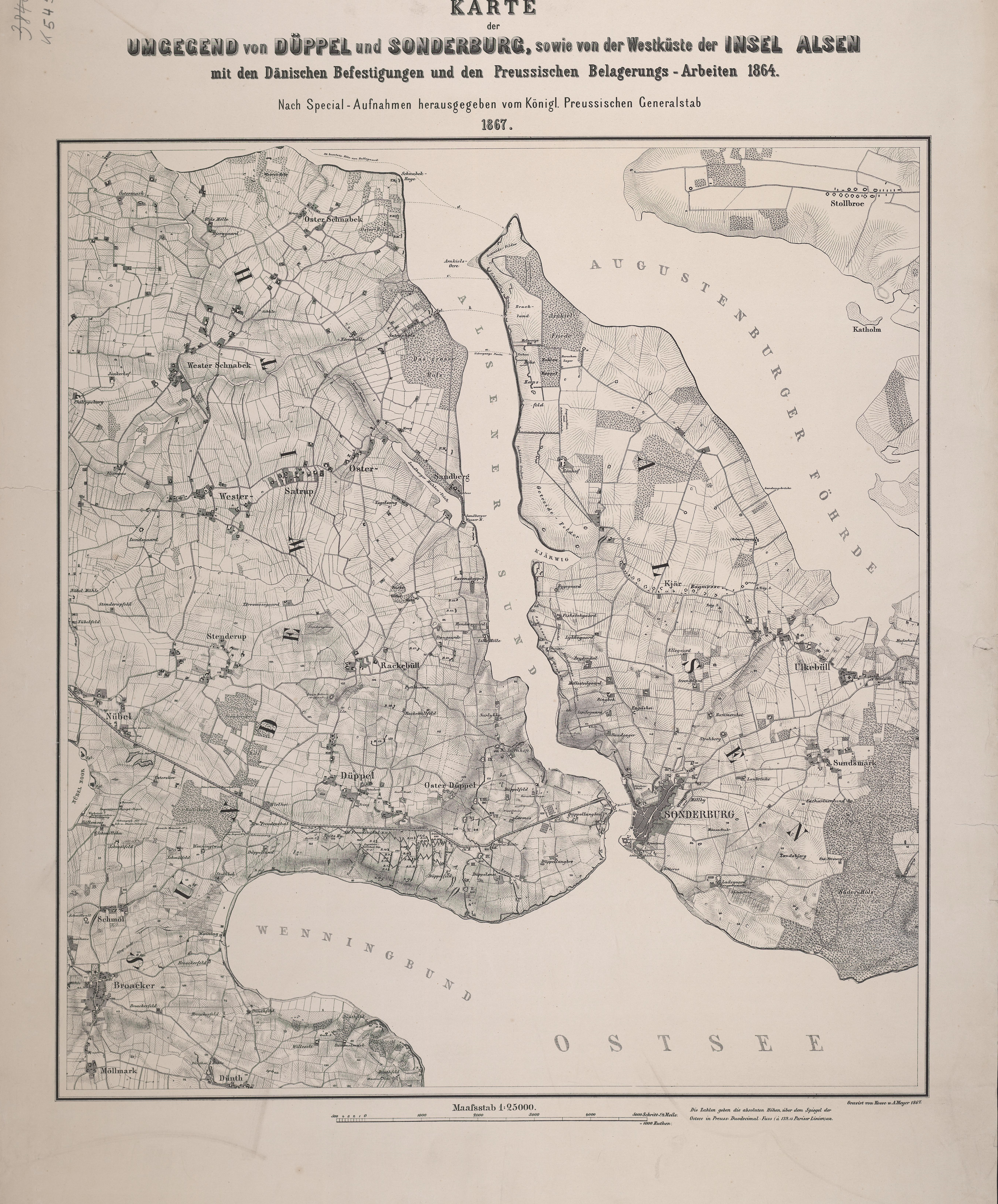
Театр военных действий.

## Предпосылки
После поражения 28 мая в сражении при Нюбеле немецкая армия была стянута в окрестности Фленсбурга, где разместил свой штаб генерал Фридрих фон Врангель. Чтобы снять угрозу своему правому флангу им было принято решение попытаться отбить стратегически важную фланговую позицию у Дюббёля и полностью выбросить датские войска из Сундеведа. Наступление было назначено на 5 июня. 
В ходе наступления союзная дивизия и прусская линейная бригада под командованием генерала Эдуарда фон Бонина должны были наступать на Дюббёль, а прусская гвардейская бригада - на Обенраа, чтобы отбросить силы кавалерии датского полковника Ганса А. Юэля из Северного Шлезвига. Авангард и бригада Маршалка из союзного корпуса генерала Хью Халкетта должны были наступать из Гростена через Адсбёль и Нюбель к плацдарму у Альссунда. Армия Шлезвиг-Гольштейна должна была остаться в Адсбёле в качестве резерва. Немецкие силы насчитывали 14 батальонов, шесть эскадронов и четыре батареи. Всего около 12 000 человек.
Датские позиции простирались от Нибельвикена на юге через Корсмоз-кварн и Снокебек до Альссундета на севере. Оборонительные рубежи удерживались датской фланговой дивизией и частями 4-й бригады, а 3-я дивизия находилась в резерве у Дюббёля. Остальная часть датской армии все еще находилась на Альсе. Под командованием генерала Фридриха Адольфа Шлеппегрелля было 14 000 человек. 

## Ход сражения
Начавшая первой наступление левая колонна генерала Моллендорфа не встретила противника, очистившего за несколько часов Апенранде, и потому вернулась в окрестности Зеегарда.
К часу дня дивизия Бонина достигла деревни Сотруп, где войска остановились на отдых после напряженного марша. Пребывание Бонина в Сотрупе также вынудило другие немецкие силы ждать. 
В полдень немецкое правое крыло под командованием полковника Маршалка достигло мельницы Нюбель, где завязались бои с датскими егерскими частями. После небольшой стычки датские войска были вынуждены отступить из деревни Нюбель и мельницы, а позднее они были вытеснены из Стендерупа и Бёффелькоббеля и отступили до Дюббёля, чтобы занять там новую позицию. 
Перерыв в немецком наступлении позволил в то же время датчанам усилить плацдарм свежими частями с Альса. В 14:00 вся датская армия собралась у Дюббёля. 
Когда все немецкие силы были, наконец, на месте, бригада Маршалка двинулась атаковать датские позиции. Немецкая артиллерия располагалась на открытой местности и поэтому становилась легкой мишенью для датских артиллерийских шлюпов в бухте Веммингбунд. После непродолжительной дуэли немецкие артиллеристы были вынуждены отойти, а без артиллерийской поддержки немецкая атака была отбита датчанами.
Генерал Врангель, поняв бесперспективность продолжения сражения, в 18:30 отдал приказ об отступлении. Когда командование датской армии обнаружило отступление немцев, они контратаковали и вернули утраченные накануне позиции, отбросив противника к Нюбелю.
После сражения у датчан было 59 убитых и 171 раненых, 17 человек попали в плен. Немцы потеряли 321 человека, в том числе 44 убитыми, 213 ранеными и 40 пленными. Датчанам удалось закрепиться на позиции западнее Дюббёля.